# Heinrich I. (Vaudémont)

Wappen Heinrichs I.

Heinrich I. (* 1232; † 1278) war ein Graf von Vaudémont. Er war ein Sohn des Grafen Hugo III. und der Margarete von Bar.
Er heiratete um das Jahr 1252 Marguerite de la Roche, Tochter von Guido I. de la Roche, Großherr von Theben und Athen. Ihre Kinder waren:
- Rainald († 1279), Graf von Vaudémont und Ariano
- Heinrich II. († 1299), Graf von Vaudémont und Ariano
- Jakob († 1299), Herr von Bainville-aux-Miroirs
- Guido († 1299), Kanoniker in Toul
- Katharina, ⚭ mit Carlo di Lagonessa, Seneschall von Sizilien
- Margarete, ⚭ mit Tomasso II. di Sanseverino, Graf von Marsico

Heinrich stand zunächst unter der Vormundschaft seines Stiefvaters, Heinrich von Bois, bis er 1247 für mündig erklärt wurde. Er nahm am Sechsten Kreuzzug (1248–1250) nach Ägypten teil. Zusammen mit dem Grafen Theobald II. von Bar unterstützte er 1251 den Bischof von Toul bei der Niederwerfung der Revolte der Bürger von Toul. Im flämischen Erbfolgekrieg ergriff er die Partei des Hauses Dampierre, erlitt aber am 4. Juli 1253 eine Niederlage in der Schlacht bei Westkapelle gegen die Grafen Johann I. von Hennegau und Wilhelm II. von Holland. Nach dem Tod des Bischofs von Metz, Jakob von Lothringen, 1260 brach zwischen dem Grafen von Bar und dem Herzog von Lothringen ein Krieg um dessen Nachfolge aus, in dem sich Heinrich auf die Seite von Bar schlug.
Heinrich stellte sich mit seinem ältesten Sohn in den Dienst des Prinzen Karl von Anjou, den sie 1265 nach Italien zur Eroberung des Königreichs Sizilien begleiteten. Mit Karl zog Heinrich auch 1270 zum Siebten Kreuzzug nach Nordafrika und wurde nach ihrer Rückkehr 1271 von ihm mit der Grafschaft Ariano beliehen und zum Generalvikar der Toskana ernannt. Er starb während einer diplomatischen Mission in Griechenland.